# 柴谷久雄
柴谷 久雄（しばたに ひさお、1910年2月11日 - 1996年7月29日）は、日本の教育学者。

## 経歴
和歌山県出身。1936年広島文理科大学教育学科卒、福島県師範学校教員、浜松師範学校教員、1943年応召し、敗戦でシベリアに抑留され、48年復員。和歌山県教育委員会指導主事、大阪市教育委員研究所長、1962年「バートランド・ラッセルの教育思想研究」で広島大学教育学博士。1966年広島大学教育学部教授、同附属幼年教育研究施設長、附属幼稚園長。73年定年退官、四天王寺女子大学（四天王寺国際仏教大学）教授。

## 著書
- 『ラッセルにおける平和と教育』御茶の水書房 1963
- 『道徳の時間を生かすには』教育タイムス社 1964
- 『現代の問いにこたえる教育』黎明書房 1971
- 『遊びによる人間形成 保育の哲学』黎明書房 1973
- 『日本人の教育 狂気の教育から正気の教育へ』黎明書房 1979
- 『授業に生命を吹きこむもの』黎明書房 1980

### 編著
- 『遊びの教育的役割』編著 黎明書房 1972
- 『現代保育の理論と実際』編 誠信書房 1972
- 『遊びの教育的役割』編著 黎明書房 1986
- 『遊びの教育的役割』森楙共編著 黎明書房 1996

### 翻訳
- テオドール・リット『生けるペスタロッチー 三つの社会教育学的省察』杉谷雅文共訳 理想社 1960
- ハンス・バルト『ペスタロッチ研究 教育・政治・経済・道徳の関連』杉谷雅文共訳 明治図書出版 1961